# Badin, North Carolina
Badin, North Carolina (енгл. Badin) град је у америчкој савезној држави Северна Каролина.

## Демографија
По попису из 2010. године број становника је 1.974, што је 820 (71,1%) становника више него 2000. године.
| Група             | 2000.       | 2010.         |
| Белци             | 726 (62,9%) | 1.038 (52,6%) |
| Афроамериканци    | 411 (35,6%) | 769 (39,0%)   |
| Азијати           | 0 (0,0%)    | 7 (0,4%)      |
| Хиспаноамериканци | 7 (0,6%)    | 127 (6,4%)    |
| Укупно            | 1.154       | 1.974         |